# オレクサンドル・ヤコヴェンコ
オレクサンドル・パヴロヴィチ・ヤコヴェンコ（ウクライナ語: Олекса́ндр Па́влович Якове́нко, 1987年6月23日 - ）は、ウクライナ・キーウ出身の元サッカー選手。元ウクライナ代表。現役時代のポジションはフォワード。

## 経歴

### クラブ

#### ウクライナ時代
1999年から地元のサッカークラブであるFCロコモティフ・キエフの下部組織に所属し、2003年に当時2部リーグに降格したFCメタリスト・ハルキウに移籍する。同クラブでプロデビューを果たし、2004年の1部リーグ昇格を経て2005年までプレーする。メタリスト・ハルキウでは8試合に出場、1得点をあげる。

#### ベルギー時代
2005年にベルギーの1部リーグであるジュピラー・プロ・リーグに所属するリールセSKに移籍。初の国外リーグで24試合出場、2得点した。翌シーズンの2006年には同リーグのKRCヘンクに移籍する。同クラブでは14試合に出場するも無得点に終わる。2008年1月にはベルギーの名門クラブであるRSCアンデルレヒトにレンタル移籍するが、当時優勝争いをしていたクラブにて出場機会に恵まれず3試合出場、無得点という結果だった。しかし2008-09シーズン開始時にアンデルレヒトはヤコヴェンコを買い取り、このシーズンは23試合出場、6得点をあげてチームのリーグ戦2位という結果に貢献した。2009年にはさらなる出場機会を求めてKVCウェステルローにレンタル移籍する。同クラブに2シーズン所属しレギュラーとして57試合出場、17得点をあげた。2012年1月にOHルーヴェンにレンタルされ、半年で7試合出場3得点した。同年6月にアンデルレヒトにレンタルバックし、UEFAチャンピオンズリーグの予選で2ゴールあげる活躍をした。

#### フィオレンティーナ
2013年5月22日にアンデルレヒトとの契約が切れ、移籍金フリーでACFフィオレンティーナと2016年6月30日までの契約を結んだ。同年9月15日に対カリアリ戦にて後半51分に負傷したマリオ・ゴメスと交代出場、セリエAデビューとフィオレンティーナ公式戦デビューを果たした。

#### マラガCF
2014年1月31日にマラガCFへレンタル移籍した。

#### ディナモ・キエフ
2016年2月、FCディナモ・キーウへ完全移籍した。
シーズン終了後に退団し、ニューヨーク・レッドブルズへの移籍が失敗すると現役を引退した。

### 代表
全てのアンダー世代のウクライナ代表にてプレーする。2008年にはフル代表デビューしている。

## 人物
U-15から各アンダー世代の代表に呼ばれ、若い頃から頭角を現したウクライナ代表選手である。父親はウクライナの強豪クラブであるFCディナモ・キーウ等で活躍し、現役引退後はウクライナのクラブチームやU-21ウクライナ代表の監督を務める元ソ連代表のサッカー選手パヴロ・ヤコヴェンコであり、また弟のユーリ・ヤコヴェンコもサッカー選手というサッカー一家の下で育った。ベルギーのEUパスポートを保有している。左右どちらのウィングでもプレー経験があり、本人は利き足の右足で切り込むことができる左ウィングを好んでいると話す。またトレクアルティスタやセカンドストライカーとしてもプレー可能である。